# Bank Papui-Nowej Gwinei
Bank Papui-Nowej Gwinei – bank centralny Papui-Nowej Gwinei z siedzibą w Port Moresby, otwarty 11 listopada 1973 na mocy Ustawy o Bankowości Centralnej z 1973. Do jego głównych zadań należy emisja waluty Papui-Nowej Gwinei, formułowanie i wdrażanie polityki monetarnej oraz promowanie stabilności makroekonomicznej kraju.

## Zadania
Zadania banku regulowane są Ustawą o Bankowości Centralnej z 2000 roku, według której do jego głównych zadań należy:
- formułowanie i wdrażanie polityki monetarnej z uwzględnieniem osiągnięcia i utrzymania stabilności cen
- formułowanie regulacji finansowych i rozważnych standardów celem zapewnienia stabilności systemu finansowego w Papui-Nowej Gwinei
- promowanie wydajnych systemów płatniczych krajowych i międzynarodowych
- promowanie stabilności makroekonomicznej i wzrostu gospodarczego Papui-Nowej Gwinei
- emisja waluty
- działanie jako bankier i agent finansowy Rządu
- regulowanie usług bankowych, kredytowych i innych usług finansowych zgodnie z uprawnieniami nadanymi Ustawą o Bankowości Centralnej oraz innymi przepisami Niezależnego Państwa Papui-Nowej Gwinei
- wykonywanie funkcji nadanych przez porozumienia międzynarodowe, w których Papua-Nowa Gwinea jest stroną
- wykonywanie funkcji nadanych przez przepisy Papui-Nowej Gwinei
- zawiadamianie Ministra w przypadku wystąpienia trudności finansowych organów regulowanych przez Bank

Zadania banku regulowane są również Ustawą o Bankach i Instytucjach Finansowych z 2000 roku, według której do jego zadań i funkcji należy:
- ochrona interesów depozytorów i potencjalnych depozytorów
- gromadzenie i analizowanie informacji pod względem ostrożnościowym o bankach i licencjonowanych instytucjach finansowych
- zaangażowanie i promowanie pod względem ostrożnościowym przeprowadzania przez banki i instytucje finansowe solidnych praktyk oraz ocena efektywności tych praktyk
- odpowiedzialność za nadzór nad spełnianiem przepisów Ustawy o Bankach i Instytucjach Finansowych
- promowanie, zachęcanie i wprowadzanie odpowiednich standardów solidnych i rozsądnych praktyk biznesowych wśród banków i licencjonowanych instytucji finansowych oraz promowanie, zachęcanie i wprowadzanie odpowiednich standardów przeprowadzania takich praktyk
- powstrzymywanie lub pomaganie w powstrzymywaniu niezgodnych z prawem, hańbiących lub niewłaściwych praktyk banków oraz licencjonowanych instytucji finansowych

## Organizacja
Bankiem zarządza Zarząd, składający się z prezesa (governor), jednego lub dwóch wiceprezesów, osoby pełniącej funkcję Głowy Rady Kościołów Papui-Nowej Gwinei, Prezesa Papuańskiej Izby Handlowej, Prezesa Papuańskiego Kongresu Związków Zawodowych, Prezesa Papuańskiego Instytutu Księgowości, Prezesa Komisji Papierów Wartościowych oraz do trzech pozostałych członków wyróżniających się dobrym obeznaniem i doświadczeniem zawodowym w sprawach monetarnych i bankowych. Prezes powoływany jest przez Głowę Państwa na kadencję nie krótszą niż pięć i nie dłuższą niż siedem lat, z możliwością ponownego mianowania na kolejną kadencję. Prezes nie może pełnić funkcji przez okres dłuższy niż 14 lat, a do jego obowiązku należy powołanie wiceprezesów na pięcioletnią kadencję. Prezesem lub wiceprezesem Banku nie może być osoba zasiadająca w Parlamencie, starsza niż 70 lat, posiadająca udziały lub inne prawa w bankach lub innych instytucjach finansowych, lub wcześniej skazana na wyrok więzienia. Członkowie, którzy nie piastują funkcji członka zarządu Banku ex officio, powoływani są przez Głowę Państwa na trzyletnią kadencję.

### Lista Prezesów Banku Papui-Nowej Gwinei[1]
- Henry ToRobert (1973–1993)
- Mekere Morauta (1993–1994)
- Koiari Tarata (1994–1998)
- John Vulupindi (kwiecień 1998 – lipiec 1998)
- Morea Vele (1998–1999)
- Wilson Kamit (1999–2009)
- Loi Bakani (od 2009)